# ジョン・ルイス・ウォマズリー
ジョン・ルイス・ウォマズリー（John Lewis Womersley, 1910年 - 1990年）は英国の建築家。1953年からシェフィールド市の建築家に任命される。フラット形式の住戸を巧妙に組み合わせた高層の集合住宅による大規模住宅供給の英国における開拓者となる。
当時英国の住宅政策では基本的に設計者は入札の採用であったが、シェフィールド市当局が試験的に民間建築家に案を直接委託していた。こうしてウォマズリーらが生み出していった住宅は、公営住宅では革新的なものであった。
1950年代後半から南ロンドン、エリックライアンズをはじめ、エドワードライアンズ住宅などを手がけ、60年代までに生み出した住宅地作品については、南イングランドで最も成功したブロックと評される。

## 作品
- パークヒル・ハウジング　サウサンプトン　1955－1960
- ハイド・パーク・ハウジング、1962－1966